# Донецкий, Алексей Алексеевич
Алексе́й Алексе́евич Доне́цкий (1845—1917) — член Государственного совета Российской империи, адвокат, помещик.

## Биография
Родился 24 сентября 1845 в Новочеркасске, в русской православной дворянской помещичьей семье.
Окончил Новочеркасскую гимназию и, в 1866 году — юридический факультет Московского университета со степенью кандидат прав. С 1867 года был воспитателем в Новочеркасской гимназии и преподавал всеобщую и русскую историю. В 1867—1869 годах Алексей Алексеевич преподавал в Мариинском Донском институте благородных девиц. В 1869—1871 годах и 1873—1876 годах преподавал в Новочеркасской гимназии, с 1871 года из воспитателя был переименован в надзирателя.
А. А. Донецкому в 1906 году принадлежало 622,5 десятины земли в Области Войска Донского, владел также домом в Новочеркасске. С 1876 года он — земский гласный и член областной Войска Донского земской управы. Был членом Областного училищного совета. В 1885 году Донецкий вышел в отставку; был предводителем дворянства в Черкасском округе, в этом же году получил чин статского советника. Был награждён орденами Св. Анны 3-й степени (1873) и Св. Владимира 4-й степени (1882).
С 1885 по 1906 год он был присяжным поверенным и занимался судебной практикой. С 1904 года был товарищем председателя присяжных поверенных Черкасского уезда. Неоднократно приглашался в комиссии по исследованию различных вопросов о нуждах Донского края и избирался в депутации от Донского дворянского собрания для представления императору ходатайств об этих нуждах.
После 17 октября 1905 года примкнул к Донской партии прогрессистов. Был избран 12 апреля 1906 года членом Государственного совета Российской империи от землевладельцев Области войска Донского, входил в группу Центра; 21 сентября 1909 года был переизбран в Государственный совет. В 1909—1910 годах был членом Комиссии внутреннего распорядка и личного состава. Также он был членом особых комиссий по законопроектам: «Об авторском праве на литературные и другие произведения» в 1909 году, «О старообрядческих общинах» в 1909 году, «О введении всеобщего начального обучения» с 24 октября 1911 года, вместо выбывшего из комиссии П. М. Кауфмана; 28 апреля 1912 года на заседании Государственного совета в своём выступлении предлагал отклонить проект образования особой Холмской губернии. В 1912 году Донецкий выбыл из Государственного совета в связи с истечением срока полномочий.
Был женат и имел сына. Жена, Анна Ивановна, скончалась 23 мая 1915 года в возрасте 60 лет; Алексей Алексеевич скончался в возрасте 72 лет 13 (26) декабря 1917 года.